# 30430 Robertoegel
30430 Robertoegel este un asteroid din centura principală de asteroizi.

## Descriere
30430 Robertoegel este un asteroid din centura principală de asteroizi. A fost descoperit pe 4 iunie 2000 la Socorro, New Mexico, în cadrul proiectului LINEAR. Asteroidul prezintă o orbită caracterizată de o semiaxă mare de 2,32 ua, o excentricitate de 0,09 și o înclinație de 4,7° în raport cu ecliptica.